# Curtiss No. 2
Curtiss Reims Racer
Dimensions
Le Curtiss No. 2, plutôt connu sous le nom de Curtiss Reims Racer, était un avion de course conçu et produit aux États-Unis par Glenn Curtiss, en 1909, afin de participer à la course aérienne du trophée d'Aviation Gordon Bennett, à Reims, en France, qui se tenait les 22 et 29 août de la même année,,,.

## Conception et caractéristiques
Le Curtiss No. 2 était en fait un Golden Flyer (le surnom du Curtiss No. 1) modifié et fortement allégé. Il possédait une architecture biplan à structure apparente, avec deux ailes sans décalage d'envergure identique, et était doté d'une dérive monoplan qui contrôlait l'orientation en lacet de l'avion. Le contrôle en tangage était toutefois assuré par deux gouvernes de profondeur installées à l'avant de l'avion, dans une configuration dite « en canard ».
Le train d'atterrissage était doté de roues et de type tricycle, chaque élément portant une seule roue. De grands ailerons installés dans l'espace entre les deux ailes assuraient le contrôle en roulis. Curtiss transforma le Golden Flyer en Reims Racer en ajoutant un stabilisateur couvert sur le plan-canard avant, en augmentant la taille des ailes, en modifiant les ailerons situés entre les ailes et en remplaçant le moteur Curtiss OX d'origine à 4 cylindres en ligne par un Curtiss OX à 8 cylindres en V, qui avait été désossé et spécifiquement allégé pour la course. De même, le réservoir de carburant d'origine, considéré comme trop lourd, fut remplacé par un modèle plus léger.
Pour le contrôle en roulis de l'avion, les ailerons étaient actionnés par un ensemble de câbles reliés à un berceau mobile encadrant directement les épaules du pilote. Ce dernier devait alors s'incliner dans l'intérieur du virage pour faire pencher l'avion du même côté. Ce système portait le nom de « berceau d'épaules » (en anglais : shoulder cradle) et fut plus tard repris sur le Curtiss Model D. Le mode d'emploi général de cet avion particulier est décrit en détail dans l'ouvrage How to Fly or The conquest of Air, de Richard Ferris, publié en 1910 par Thomas Nelson & Sons.

## Histoire opérationnelle
La participation de Curtiss à la course était sponsorisée par l'Aero Club of America (en), qui proposa à Curtiss de le soutenir après qu'une offre similaire eût été annulée par les frères Wright. Bien qu'il ne fut pas aussi rapide que ses concurrents européens, le Reims Racer était plus manœuvrable, et Curtiss, qui pilotait lui-même l'appareil, était en mesure de tirer pleinement l'avantage de cette caractéristique en négociant ses virages avec beaucoup d'attention. Premier concurrent à prendre l'air, Curtiss enregistra un temps de 15 min 50,4 s pour le circuit de dix kilomètres de l'épreuve. Quand Louis Blériot effectua le dernier vol de la compétition, il sembla aller plus vite que Curtiss mais enregistra toutefois un temps plus long de 5,8 s,, laissant alors Curtiss obtenir le prix de 25 000 francs de la compétition. Le vol de Curtiss, à une vitesse moyenne de 75,48 km/h fut également un record de vitesse sur cette distance.
Après son passage à Reims, Curtiss emmena l'avion en Italie, où il remporta aussi des épreuves à une compétition liée à une exposition aérienne située à Brescia, en septembre. Il y remporta le grand prix général, en effectuant les cinq circuits de dix kilomètres en 49 min 24 s. Il remporta aussi le prix du démarrage rapide, démarrant son moteur en seulement 8,2 secondes, et prit la seconde place derrière le Français Henri Rougier pour le prix de l'altitude, en grimpant à 51 m. Alors qu'il était à Brescia, Curtiss offrit à l'écrivain italien Gabriele D'Annunzio un court baptême de l'air, mais refusa une demande similaire de la Princesse Laetitia, affirmant que le siège de l'avion lui serait inadapté.
De retour aux États-Unis, Curtiss engagea le Reims Racer dans le premier meeting aérien du pays, à Dominguez Hills en Californie, en octobre, établissant un nouveau record de vitesse de 88 km/h.
Curtiss vendit le Reims Racer au célèbre pionnier de l'aviation Charles Hamilton (en), qui, selon l'U.S. Centennial of Flight Commission, reste connu pour avoir survécu à un impressionnant nombre de crashes. Dans la continuité de ses exploits, il s'écrasa avec le Racer à Seattle, le 12 mars de l'année suivante.